# Gothic Chess
Gothic Chess ist eine kommerziell verwertete Schachvariante auf dem erweiterten 10×8-Schachbrett.

## Geschichte
Gothic Chess ist eine Variation des 10×8 (Capablanca-)Schachs, das vermutlich auf einer Idee von Pietro Carrera (1617) beruht, die Grundgangarten von Springer, Läufer und Turm paarweise in drei Figurtypen auf einem entsprechend vergrößerten 10×8-Schachbrett zu kombinieren. Die von Henry Bird 1874 wiederbelebte Idee wurde von José Raúl Capablanca (Schachweltmeister 1921 bis 1927) erneut aufgegriffen und erhielt 1940 ihre endgültige Fassung. Ed Trice veränderte die Startaufstellung nach eigenen Optimalitäts-Kriterien und meldete dazu 2001 eine „Method of playing a variant of chess“ in den USA zum Patent an: Dieses wurde unter der Nummer US6481716 am 19. November 2002 veröffentlicht, ist aber am 16. Januar 2007 erloschen; eine entsprechende Patentanmeldung in Europa unter der Nummer EP1236486 wurde am 3. Dezember 2003 zurückgezogen. Neben Gothic Chess gibt es als 10×8-Schachvariante noch das in Deutschland bekanntere Janusschach.

## Regelergänzungen zum traditionellen Schach
| \| \| a \| b \| c \| d \| e \| f \| g \| h \| i \| j \| \| \| 8 \| \| \| \| \| \| \| \| \| \| \| 8 \| \| 7 \| \| \| \| \| \| \| \| \| \| \| 7 \| \| 6 \| \| \| \| \| \| \| \| \| \| \| 6 \| \| 5 \| \| \| \| \| \| \| \| \| \| \| 5 \| \| 4 \| \| \| \| \| \| \| \| \| \| \| 4 \| \| 3 \| \| \| \| \| \| \| \| \| \| \| 3 \| \| 2 \| \| \| \| \| \| \| \| \| \| \| 2 \| \| 1 \| \| \| \| \| \| \| \| \| \| \| 1 \| \| \| a \| b \| c \| d \| e \| f \| g \| h \| i \| j \| \| |   |   |   |   |   |   |   |   |   |   |   |
| Gothic Chess (Startaufstellung, USA Patent) |   |   |   |   |   |   |   |   |   |   |   |
| | a | b | c | d | e | f | g | h | i | j |   |
| 8 |   |   |   |   |   |   |   |   |   |   | 8 |
| 7 |   |   |   |   |   |   |   |   |   |   | 7 |
| 6 |   |   |   |   |   |   |   |   |   |   | 6 |
| 5 |   |   |   |   |   |   |   |   |   |   | 5 |
| 4 |   |   |   |   |   |   |   |   |   |   | 4 |
| 3 |   |   |   |   |   |   |   |   |   |   | 3 |
| 2 |   |   |   |   |   |   |   |   |   |   | 2 |
| 1 |   |   |   |   |   |   |   |   |   |   | 1 |
| | a | b | c | d | e | f | g | h | i | j |   |

Gothic Chess integriert als ein 10×8 Schach weitestgehend das Regelwerk des traditionellen Schachs. Geübte Schachspieler sind nach etwa einer Woche täglichen Spiels mit den neuen Figuren und deren Möglichkeiten grundlegend vertraut. Folgende Ergänzungen sind (neben der Startaufstellung) zu beachten:
- es wird auf einem Brett mit 10×8 (Breite mal Höhe) Feldern gespielt
- es gibt zwei zusätzlich verwendete Figurtypen (aber noch keinen Symbolstandard – siehe Bilder a und b):
  - der Kanzler (auf Linie e) – wie Turm oder Springer zu bewegen
  - der Erzbischof (auf Line g, auch Janus oder Kardinal) – wie Springer oder Läufer zu bewegen
- verwendete Kürzel: 'Z' (zu Kanzler, engl. 'C') und 'E' (zu Erzbischof, engl. 'A')
- ein Bauer darf bei seiner Umwandlung auch in die neuen Typen umgewandelt werden
- eine Rochade versetzt den König 3 Schritte in Richtung des mitrochierenden Turms
- zur Speicherung von Partien wird das PGN-Format in Kombination mit X-FEN verwendet

Die Gothic-Chess Startaufstellung könnte formal auch eine des Capablanca-Random-Chess sein (bei dem die jeweilige Figurenfolge nach bestimmten Regeln ausgelost wird). Aus Gründen der Patentierung bleibt sie jedoch von dessen 12118 Möglichkeiten ausgenommen.

## Partieverlauf, Strategie, Figurenwert und Kombinationen
Die Startaufstellung des Gothic Chess soll mögliche Fallen während der Eröffnungsphase durch ungedeckte Bauern und unsichere Figuren vermeiden und dadurch auch den Anzugsvorteil von Weiß gering halten.
Noch stärker als beim traditionellen Schach variieren die Figurenwerte nach Spielphase und Stellung. Trotzdem kann man sich an den folgenden, theoretisch abgeleiteten Werten zweier konkurrierender Modelle orientieren:
- Ed Trice: Bauer 1, Springer 2,5, Läufer 3, Turm 4,75, Erzbischof 6,5, Kanzler 8,25, Dame 8,75
- R. Scharnagl: Bauer 1, Springer 3, Läufer 3½, Turm 5½, Erzbischof 6¾, Kanzler 8¾, Dame 9½

- grobe Äquivalenzen:   B+B+B ≈ S,   S+L ≈ B+T,   B+S+S ≈ L+L,   B+E+E ≈ L+T+T,   B+Z ≈ S+E,   E+Z ≈ S+S+D,   B+S+T ≈ S+S+L ≈ D

Die ständig präsenten taktischen Verwicklungen können zwar für Anfänger zum Problem werden, sind aber von den allermeisten Spielern durchaus zu bewältigen. Gerade im komplexen Zusammenspiel unterschiedlicher Figurtypen ergeben sich immer wieder überraschende Szenarien. Der frühe Abtausch der Dame führt übrigens unter ähnlich starken Spielern nicht zu einer höheren Remisquote.

## Endspiel
Die Gothic-Endspiele sind länger als die vergleichbaren Endspiele im klassischen Schach. Der Ausgang ist in der Regel übertragbar. Bei den anderen Figuren könnte der Kardinal, der im elementaren Endspiel gegen den Läufer sogar immer gewönne, spätestens nach 72 Zügen siegen, wenn die 50-Züge-Regel nicht gelten würde. König und Kardinal gewinnt auch immer in 36 Zügen gegen König und Springer, wenngleich beide Endspiele sehr schwer zu spielen sind. Die Dame kann gegen den Kardinal oder gegen den Kanzler (und sonst nur Könige) im Allgemeinen nicht gewinnen. Auch hier gibt es Ausnahmestellungen mit bis zu 31 bzw. 27 Zügen zum sicheren Matt. Das derzeit längste bekannte Endspiel ist das von König, Dame und Bauer gegen König und Dame mit Matt in 268 Zügen.

## Schachprogramme für Gothic Chess
Aufgrund eines in den USA bestehenden Patents für das Gothic-Schach liegt es am Benutzer, die Startaufstellung in Programmen anderer Autoren (einmalig) eigenhändig aufzustellen und ggf. zum weiteren Gebrauch abzuspeichern. Denn programmierte Automatismen wären dort möglicherweise lizenzpflichtig.
Alle drei der bekanntesten Gothic-Chess fähigen Programme spielen auf hohem Niveau. Das kommerzielle Gothic Vortex umfasst zudem eine umfangreiche Eröffnungs- und Endspiel-Datenbank. Es liegt auch als abgeschwächte, kostenlose Testversion vor. Das freie Programm ChessV bietet u. a. zahlreiche 8×8 und 10×8 Schachvarianten an, ebenso wie das besonders dem Capablanca-Random-Chess gewidmete Donationware-Programm SMIRF, dessen verbesserte Bonus-Version Spendern vorbehalten ist. Starke Spieler sind in der Lage, solche 10×8 Programme zu schlagen.